# Гез
Гез (перс. گز‎) — город в центральном Иране, в провинции Исфахан. Входит в состав шахрестана Борхар-э-Мейме.

## География
Город находится в юго-западной части Исфахана, в гористой местности восточного Загроса, на высоте 1575 метров над уровнем моря.
Гез расположен на расстоянии приблизительно 8 километров к северо-северо-западу (NNW) от Исфахана, административного центра провинции и на расстоянии 313 километров к югу от Тегерана, столицы страны. Ближайший гражданский аэропорт расположен в городе Исфахан.

## Население
По данным переписи, на 2006 год население составляло 20 432 человека. В национальном составе преобладают персы (носители одного из центральноиранских диалектов гези).